# Esseri umani
Esseri umani – singiel włoskiego piosenkarza Marco Mengoniego wydany pod koniec lutego 2015 roku i promujący trzeci album studyjny artysty zatytułowany Parole in circolo.
Singiel zadebiutował na szesnastym miejscu włoskiej listy przebojów i uzyskał status złotej płyty w kraju ze osiągnięcie wyniku ponad 25 tys. sprzedanych egzemplarzy.

## Lista utworów
Digital download
1. „Esseri umani” – 3:33

## Notowania i certyfikaty
| Kraj   | Lista (2014)  | Najwyższe miejsce |
| ------ | ------------- | ----------------- |
| Włochy | Album Top 100 | 16                |

| Kraj   | Certyfikat | Sprzedaż |
| ------ | ---------- | -------- |
| Włochy | Platyna    | 50 000   |